# Испания на летних Олимпийских играх 1928
Испания принимала участие в Летних Олимпийских играх 1928 года в Амстердаме (Нидерланды) в пятый раз за свою историю, и завоевала одну золотую медаль.

## Медалисты
| Медаль | Спортсмен                                                            | Вид спорта   | Дисциплина                   |
| ------ | -------------------------------------------------------------------- | ------------ | ---------------------------- |
| Золото | Хосе Альварес де Бооркес Хулио Гарсиа Фернандес Хосе Наварро Моренес | Конный спорт | Конкур, командное первенство |

## Состав сборной
34 спортсмена (все — мужчины) соревновались в 10 видах спорта.
Самым молодым участником испанской сборной был 17-летний ватерполист Анхель Сабата, самым старшим — 54-летний яхтсмен Луис де Арана.

## Результаты

### Бокс
Соревнования по боксу  прошли с 7 по 12 августа. Испанский боксёр Хосе Вилланова Пуэйо  выступал в  наилегчайшем весе (до 50,8 кг)
и проиграл Анталю Кочишу (Венгрия).

### Велоспорт
4 августа Хосе Мария Йермо

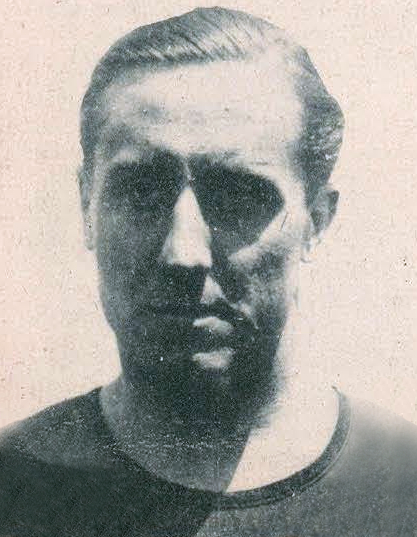
Хосе Мария Йермо (José María Yermo Solaegui — испанский велогонщик, футболист и прыгун.

 по результатам отборочных заездов не прошёл в четвертьфинал.

### Водное поло
4 августа в матче 1/16 финала сборная Испании проиграла сборной Франции 0-4 (0-2, 0-2). В итоговом протоколе Испания технически заняла 9 место среди 14 команд.

### Парусный спорт

Схема 6-метровой парусной яхты

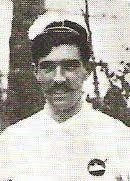
Яхтсмен Луис Арана Уригуэн

Соревнования проводились в заливе Зёйдерзе. Испанская команда на 6-метровой яхте (6-метровый R-класс) заняла последнее, 13 место.
Капитан команды — Педро Хосе де Галиндес. Команда: Хосе Мария де Артече, Альваро де Арана, Хавьер де Арана, Луис де Арана

### Плавание
Эстафета 4×200 м вольным стилем (мужчины)
Хосе Гонсалес, Эстанислао Арталь, Рамон Артигас, Франсиско Сегала

Последнее, 7 место

### Хоккей на траве
Олимпийский турнир по хоккею на траве проводился с 17 по 26 мая, только среди мужчин. Матчи проходили на Олимпийском стадионе в Амстердаме. В соревновании приняли участие 9 сборных.
Испанская сборная попала в группу «Б», где заняла последнее место. Голы забили Энрике де Чаварри, Бернабе де Чаварри и
 Франсиско де Ройг. Технически по результатам чемпионата Испания разделила 7 место со Швейцарией.
Группа B
| 1 | Нидерланды |     | 2:1 | 5:0 | 1:1 | 3 | 2 | 1 | 0 | 8:2 | +6 | 5 |
| 2 | Германия   | 1:2 |     | 2:0 | 5:1 | 3 | 2 | 0 | 1 | 8:3 | +5 | 4 |
| 3 | Франция    | 0:5 | 0:2 |     | 2:1 | 3 | 1 | 0 | 2 | 2:8 | -6 | 2 |
| 4 | Испания    | 1:1 | 1:5 | 1:2 |     | 3 | 0 | 1 | 2 | 3:8 | -5 | 1 |

| 17 мая 1928                                                       | \| Германия \| 5:1 Протокол \| Испания \| \| Херберт Хобайн 6', ?' · Бенно Бохе 20' · Херберт Мюллер · Тео Хаг \| Голы \| Энрике де Чаварри 40' \| | Олимпийский стадион, Амстердам Зрителей: 1300 Судьи: Е. Риккетс П. Режибо |
| Германия                                                          | 5:1 Протокол | Испания                                                                   |
| Херберт Хобайн 6', ?' · Бенно Бохе 20' · Херберт Мюллер · Тео Хаг | Голы | Энрике де Чаварри 40'                                                     |

| 19 мая 1928                            | \| Франция \| 2:1 (0:1, 2:0) Протокол \| Испания \| \| Жак Ривьер 38' · Феликс Гримонпрез 70' \| Голы \| Бернабе де Чаварри 29' \| | Олимпийский стадион, Амстердам Зрителей: 500 Судьи: К. Терье Ш. Гейл |
| Франция                                | 2:1 (0:1, 2:0) Протокол | Испания                                                              |
| Жак Ривьер 38' · Феликс Гримонпрез 70' | Голы | Бернабе де Чаварри 29'                                               |

| 23 мая 1928            | \| Нидерланды \| 1:1 (1:0, 0:1) Протокол \| Испания \| \| Роберт ван дер Вен 20' \| Голы \| Франсиско де Ройг 60' \| | Олимпийский стадион, Амстердам Зрителей: 2750 Судьи: П. Режибо Р. Бе-Кавин |
| Нидерланды             | 1:1 (1:0, 0:1) Протокол                                                                                              | Испания                                                                    |
| Роберт ван дер Вен 20' | Голы | Франсиско де Ройг 60'                                                      |